# 함평나비곤충도서관
함평군립도서관은 전라남도 함평군 소재의 도서관이다.

## 이용 안내
휴관일 안내
- 정기휴관일: 1월 1일, 매주 금요일
- 임시휴관일: 도서관 사정으로 임시로 정하는 휴일
- 기타: 1월 1일, 기타 군수가 필요하여 정하는 날